# Sehnenscheide

Querschnitt durch eine Sehnenscheide:
1 Stratum fibrosum
2 Mesotendineum
3 äußeres Blatt des Stratum
synoviale
4 Gleitraum mit Synovia
5 inneres Blatt des Stratum
synoviale
6 Sehne

Eine Sehnenscheide (lateinisch Vagina synovialis tendinis oder lateinisch Vagina synovialis tendinum) ist eine mit Synovia gefüllte Hülle um eine Sehne.

## Funktion
Sehnenscheiden haben, wie Schleimbeutel, eine Schutzfunktion und reduzieren die Reibung. Sie sind an den Stellen ausgebildet, wo Sehnen mit erhöhter Spannung über Gelenke laufen, vor allem im Bereich der langen Sehnen der Unterarmmuskeln.

## Beschaffenheit
Der Aufbau einer Sehnenscheide gleicht dem einer Gelenkkapsel oder eines Schleimbeutels. Man unterscheidet ein
- äußeres Stratum fibrosum (Bindegewebsschicht) und ein
- inneres Stratum synoviale (Synovialschicht).[2]

Das Stratum fibrosum ist mit der Umgebung fest verbunden. Die Synovialschicht bildet eine Doppellamelle, deren äußeres Blatt mit der Bindegewebsschicht und deren inneres Blatt mit der Sehne verbunden ist. Die Umschlagstelle zwischen Wand- und Sehnenblatt ist das Mesotendineum. Dieses kann abschnittsweise zurückgebildet sein; die verbleibenden Reste nennt man dann Vincula (Einzahl Vinculum). Zwischen beiden Lamellen liegt ein Spaltraum, der mit einer geringen Menge einer viskosen Flüssigkeit gefüllt ist. Diese wird wegen ihrer Ähnlichkeit mit dem Eiklar als Synovia bezeichnet und ist ein Produkt der Synovialschicht.

## Krankhafte Veränderungen
Krankhafte Veränderungen der Sehnenscheiden werden in der Medizin als Tendovaginopathien bezeichnet. Eine Überbeanspruchung von Sehnen oder Stichverletzungen der Sehnenscheide können zu einer Sehnenscheidenentzündung (Tendovaginitis) führen, die sehr schmerzhaft ist. Am häufigsten tritt bei Sportlern die Tendovaginitis de Quervain auf, welche die gemeinsame Sehnenscheide von Musculus abductor pollicis longus und Musculus extensor pollicis brevis betrifft. Ein Sehnenscheidenfibrom ist eine seltene gutartige Anhaftung an einer Sehne oder Sehnenscheide oder in deren Nähe. Am häufigsten tritt sie an den Sehnenscheiden der Fingerbeuger auf, ist gut abgesetzt und primär nicht schmerzhaft.